# Волохова, Ольга Павловна

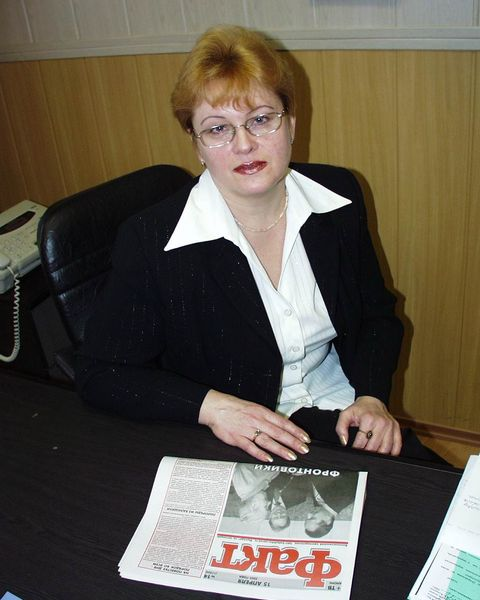
О.П. Волохова в должности главного редактора газеты "Факт"

Ольга Павловна Волохова (род. 15 мая 1956, Московская область) — российский журналист и писатель, бывший главный редактор газеты «Факт» в Балашихе. Член Союза писателей России. Председатель Балашихинского отделения Союза журналистов России. Автор книг "Далекие звезды" и "Но только не любовь...".

## Биография
Ольга Павловна Волохова в 1979 году окончила факультет журналистики МГУ им. М. В. Ломоносова. Работала корреспондентом в журнале «Семья и школа», социологом в Российской академии наук, в справочно-информационной службе Московской области.
В 1992 году поступила на работу в редакцию газеты «Факт» (г.Балашиха Московской области), где прошла путь от корреспондента до заместителя главного редактора. С 1996 по 2006 г. – главный редактор газеты «Факт» (г.Балашиха).
Под её  руководством  газета «Факт» стала  победителем  трёх  Всероссийских конкурсов  средств массовой информации «Вся Россия». В 2000 году в Казани газета  была признана лучшей газетой по дизайну и вёрстке издания, а в 2002 году в Сочи – лучшей городской газетой России.
С 1996 по 2006 год - председатель Балашихинского отделения Союза журналистов России, член президиума Московской областной организации Союза журналистов России.
В 2001 году стала депутатом Балашихинского районного совета депутатов, председателем комитета по финансам, бюджету и налоговой политике.
В 2006 – 2009 гг. –  зав. отделом издательских программ Министерства по делам печати и информации Московской области. В соответствии с программой Губернатора Московской области при её непосредственном участии было выпущено более 50 книг по истории и культуре Подмосковья, поэтические сборники, мемуарная  и художественная литература.
С 2009 г. –  зам. главного редактора Издательского Дома «ВЕЛТ», осуществляла  общее руководство и выпуск научно-информационных и научно-практических периодических изданий, в том числе  включенных в Перечень ведущих рецензируемых научных журналов и изданий Высшей аттестационной комиссии Министерства образования и науки Российской Федерации.
- Автор книги «Далекие звезды» (ОЛМИ-ПРЕСС, 2003).
  Член Союза писателей России с 2003 года.
- Имеет публикации в «Литературной газете»,  «Литературной России», литературных журналах «Подъем», «Сура» и др.
- Автор-составитель и редактор более десяти книг, в том числе: «Балашиха. История. Факты. Комментарии» (М. изд. «Дельта», 2004 г.), энциклопедический словарь «Балашиха в лицах и биографиях» (2005 г.), «Заря Победы нашей» (М. изд. «Дельта», 2005 г.), «Палитра жизни» («Московия», 2007 г.),  «Страна моя – Московия» (2007, изд. Московия). «Герои Балашихи» (СЛОН-ПО, 2020г.) и др.
В 2000 г. О.П. Волохова стала лауреатом премии профессионального признания «Лучшие перья России», а в 2001 г. «за заслуги в области отечественной журналистики и значительный вклад в развитие российской прессы» ей была присуждена премия Союза журналистов России «За профессиональное мастерство».
По итогам 2022 года стала финалистом Национальной литературной премии "Писатель года" в номинации "Реальные истории" .
В 2023 году в издательстве "Делибри" вышла новая книга Ольги Волоховой «Но только не любовь…». В основном в неё вошли повести и рассказы, написанные в последние годы. В качестве предисловия – напутственные слова сопредседателя Союза писателей России Владимира Крупина. 
Награждена знаком Губернатора Московской области «За труды и усердие» (2006 г.).